# Bunga Tanjung (Sultan Daulat)
Bunga Tanjung is een bestuurslaag in het regentschap Subulussalam van de provincie Atjeh, Indonesië. Bunga Tanjung telt 380 inwoners (volkstelling 2010).